# Nombre multicomplexe (Segre)
Pour les articles homonymes, voir Nombre multicomplexe.
Pour l’article homonyme, voir Nombre multicomplexe (Fleury).
En mathématiques, les nombres multicomplexes de symbole {\displaystyle \mathbb {C} _{n}} (n ∈ ℕ) constituent une famille d’algèbres hypercomplexes associatives et commutatives de dimension 2n sur ℝ.
Ils ont été introduits par Corrado Segre en 1892.

## Définition

### Par récurrence
Les algèbres multicomplexes ℂn se construisent par récurrence, en posant ℂ0 = ℝ comme initialisation.
En supposant l’algèbre ℂn−1|n ≥ 1 déjà construite, on introduit une nouvelle unité imaginaire in ∉ ℂn−1 vérifiant i2
n = −1 et commutant avec les précédentes unités imaginaires i1, …, in−1 : on définit alors ℂn = {x + y in | (x,y) ∈ ℂn−12}.

### Directe
Pour n ≥ 1, 1 et in commutent avec tout nombre de ℂn−1, et Vect(1,in) ∉ ℂn−1 (car in ∉ ℂn−1).
La relation ℂn = {x + y in | (x,y) ∈ ℂn−12} peut donc se réécrire sous la forme du produit tensoriel d'algèbres ℂn = ℂn−1 ⊗ℝ Vect(1,in).
En outre, puisque i2
n = −1, on a Vect(1,in) ≅ ℂ, d’où ℂn = ℂn−1 ⊗ℝ ℂ.
ℝ étant l’élément neutre de ⊗ℝ, et donc son produit vide, on a donc :
{\displaystyle \forall n\in \mathbb {N} ,\mathbb {C} _{n}=\underbrace {\mathbb {C} \otimes _{\mathbb {R} }\mathbb {C} \otimes _{\mathbb {R} }\cdots \otimes _{\mathbb {R} }\mathbb {C} } _{n{\text{ facteurs}}}={\bigotimes ^{n}}_{\mathbb {R} }\mathbb {C} \ .}

## Propriétés algébriques
- Le nombre de composantes doublant à chaque rang n et ℂ0 = ℝ étant de dimension 1 sur ℝ, ℂn est de dimension 2n sur ℝ.
- Chaque ℂn est une algèbre de Banach.
- Pour n ≥ 2, par commutativité de l’algèbre, ℂn possède des diviseurs de zéro :
  - pour a ≠ b, on a ia−ib ≠ 0, ia+ib ≠ 0 et (ia−ib)(ia+ib) = i2
a−i2
b = 0 ;
  - pour a ≠ b, on a iaib−1 ≠ 0, iaib+1 ≠ 0 et (iaib−1)(iaib+1) = i2
ai2
b−1 = 0.

### Isomorphisme avec les nombres multicomplexes de Fleury
- ℂn ≅ 𝓜ℂ2n.

### Sous-algèbres
- Pour n ≥ 1, ℂ0, …, ℂn−1 sont des sous-algèbres de ℂn.
- Pour k ≤ n, ℂn est de dimension 2n−k sur ℂk.
- Pour n ≥ 1, chaque unité ik vérifie i2
k = −1, donc ℂn contient n copies du plan complexe.
- Pour n ≥ 2 et a ≠ b, chaque nombre ja,b = iaib = ibia vérifie ja,b2 = 1, donc ℂn contient n(n−1)/2 copies du plan des complexes déployés.

## Cas particuliers
Les cas n ≤ 3 ont des noms consacrés :
- ℂ0 : nombre réel (ℝ) ;
- ℂ1 : nombre complexe (ℂ) ;
- ℂ2 : nombre bicomplexe ;
- ℂ3 : nombre tricomplexe.